# 1937
1937. је била проста година.

## Догађаји

### Јануар
- 30. јануар — тринаест функционера Комунистичке партије СССР осуђено на смрт због наводног учешћа у завери Лава Троцког против врха државе.

### Април
- 1. април — Аден је постао британска крунска колонија.
- 26. април — Луфтвафе је бомбардовао Гернику током Шпанског грађанског рата.

### Мај
- 6. мај — Немачки цепелин Хинденбург је изгорео у пожару док је покушавао да пристане у морнаричку базу Лејкхерст у Њу Џерзију, одневши животе 36 особа.
- 12. мај — Крунисање краља Џорџа VI и краљице Елизабете у Вестминстерској опатији у Лондону.
- 27. мај — У Сан Франциску је пуштен у саобраћај Голден гејт, један од највећих мостова у свету.
- 28. мај — Невил Чемберлен је постао премијер Уједињеног Краљевства, након пензионисања Стенлија Болдвина.

### Јул
- 7. јул — Сукобом јапанских и кинеских трупа код моста Марко Поло близу Пекинга почео је Други јапанско-кинески рат.
- 19. јул — Седница Народне скупштине Краљевине Југославије о Конкордату, којом је започета Конкордатска криза.

### Децембар
- 13. децембар — Јапанске трупе окупирале кинески град Нанкинг и у наредних шест седмица побиле око 200.000 Кинеза, махом цивила, а крвопролиће ушло у историју као „силовање Нанкинга”.

### Датум непознат
- Википедија:Непознат датум — Отворен Београдски сајам.
- Википедија:Непознат датум — Београд, на машинско-електротехничком одсеку оформљени одсеци за енергетику и телекомуникације.

## Рођења

### Јануар
- 2. јануар — Имерио Масињан, италијански бициклиста (прем. 2024)
- 30. јануар — Ванеса Редгрејв, енглеска глумица
- 30. јануар — Борис Спаски, руски шахиста (прем. 2025)
- 31. јануар — Филип Глас, амерички композитор класичне музике
- 31. јануар — Иван Клајн, српски филолог, лингвиста и историчар језика (прем. 2021)

### Фебруар
- 1. фебруар — Марјан Вишњевски, француски фудбалер (прем. 2022)
- 10. фебруар — Роберта Флек, америчка музичарка (прем. 2025)
- 25. фебруар — Том Кортни, енглески глумац

### Март
- 6. март — Валентина Терешкова, совјетска политичарка и инжењерка, прва жена космонаут
- 20. март — Џери Рид, амерички музичар и глумац (прем. 2008)
- 23. март — Мило Мирановић, српски глумац (прем. 2003)
- 29. март — Гордон Милн, енглески фудбалер и фудбалски тренер
- 30. март — Ворен Бејти, амерички глумац, редитељ, продуцент и сценариста

### Април
- 6. април — Били Ди Вилијамс, амерички глумац, уметник, певач и писац
- 7. април — Бранислав Петровић, српски песник и новинар (прем. 2002)
- 8. април — Момо Капор, српски књижевник, сликар, сценариста и новинар (прем. 2010)
- 13. април — Едвард Фокс, енглески глумац
- 14. април — Мирослав Бијелић, српски глумац и књижевник (прем. 2010)
- 15. април — Френк Винсент, амерички глумац, музичар и писац (прем. 2017)
- 17. април — Бранка Петрић, српска глумица
- 19. април — Бранимир Шћепановић, српски књижевник и сценариста (прем. 2020)
- 20. април — Џорџ Такеи, јапанско-амерички глумац
- 22. април — Џек Николсон, амерички глумац, редитељ, продуцент и сценариста
- 27. април — Сенди Денис, америчка глумица (прем. 1992)
- 28. април — Садам Хусеин, ирачки политичар, 5. председник Ирака (прем. 2006)

### Мај
- 6. мај — Рубин Картер, америчко-канадски боксер (прем. 2014)
- 8. мај — Томас Пинчон, амерички писац
- 8. мај — Драго Чумић, српски глумац (прем. 2013)
- 12. мај — Џорџ Карлин, амерички комичар, глумац, писац и критичар друштва (прем. 2008)
- 15. мај — Мадлен Олбрајт, америчка политичарка и дипломаткиња, прва жена државни секретар САД (прем. 2022)

### Јун
- 1. јун — Колин Макалоу, аустралијска књижевница (прем. 2015)
- 1. јун — Морган Фриман, амерички глумац, наратор, редитељ и продуцент
- 2. јун — Сали Келерман, америчка глумица и певачица (прем. 2022)
- 20. јун — Љубомир Драшкић Муци, српски редитељ, сценариста и глумац (прем. 2004)
- 23. јун — Марти Ахтисари, фински политичар и дипломата, 10. председник Финске, добитник Нобелове награде за мир (2008) (прем. 2023)

### Јул
- 3. јул — Милован Данојлић, српски писац (прем. 2022)
- 6. јул — Нед Бејти, амерички глумац (прем. 2021)
- 12. јул — Бил Козби, амерички глумац, комичар, писац и продуцент
- 21. јул — Божидар Стошић, српски глумац (прем. 2018)
- 24. јул — Мехо Пузић, босанскохерцеговачки певач (прем. 2007)

### Август
- 3. август — Стивен Беркоф, енглески глумац, писац, драматург, сценариста и редитељ
- 3. август — Ричард Форонџи, амерички глумац (прем. 2024)
- 3. август — Андрес Химено, шпански тенисер (прем. 2019)
- 4. август — Слободан Ивковић, српски кошаркаш и кошаркашки тренер (прем. 1995)
- 8. август — Дастин Хофман, амерички глумац, редитељ и продуцент
- 20. август — Андреј Кончаловски, руски редитељ, сценариста и продуцент
- 28. август — Драгољуб Пљакић, српски кошаркаш и кошаркашки тренер (прем. 2011)

### Септембар
- 21. септембар — Ампаро Баро, шпанска глумица (прем. 2015)

### Октобар
- 1. октобар — Антун Рудински, српски фудбалер и фудбалски тренер (прем. 2017)
- 4. октобар — Џеки Колинс, енглеска књижевница (прем. 2015)
- 6. октобар — Иво Данеу, словеначки кошаркаш и кошаркашки тренер
- 11. октобар — Боби Чарлтон, енглески фудбалер и фудбалски тренер (прем. 2023)
- 28. октобар — Лени Вилкенс, амерички кошаркаш и кошаркашки тренер

### Новембар
- 5. новембар — Харис Јулин, амерички глумац (прем. 2025)
- 8. новембар — Драгослав Шекуларац, српски фудбалер и фудбалски тренер (прем. 2019)
- 10. новембар — Драган Стојнић, српски певач шансона (прем. 2003)
- 13. новембар — Лазар Радовић, југословенски фудбалер
- 20. новембар — Викторија Токарева, руска књижевница
- 29. новембар — Бранислав Мартиновић, српски рвач (прем. 2015)
- 30. новембар — Ридли Скот, енглески редитељ и продуцент

### Децембар
- 19. децембар — Милчо Левијев, бугарски џез музичар (пијаниста) (прем. 2019)
- 21. децембар — Џејн Фонда, америчка глумица и модел
- 29. децембар — Барбара Стил, енглеска глумица и продуценткиња
- 30. децембар — Гордон Бенкс, енглески фудбалски голман (прем. 2019)
- 31. децембар — Ентони Хопкинс, велшки глумац, редитељ и продуцент
- 31. децембар — Милутин Шошкић, српски фудбалски голман и фудбалски тренер (прем. 2022)

## Смрти

### Јануар
- 12. јануар — Ђорђе Вајферт, српски привредник. (* 1850)

### Фебруар
- 18. фебруар — Григориј Орџоникидзе, совјетски политичар

### Март
- 15. март — Хауард Филипс Лавкрафт, амерички књижевник

### Април
- 21. април — Антонио Грамши, италијански политичар

### Мај
- 23. мај — Џон Д. Рокфелер, амерички предузетник и филантроп

### Јун
- 3. јун — Емилио Мола, шпански генерал
- 12. јун — Михаил Тухачевски, маршал Совјетског Савеза

### Јул
- 2. јул — Амелија Ерхарт, америчка авијатичарка
- 11. јул — Џорџ Гершвин, амерички композитор
- 20. јул — Гуљелмо Маркони, италијански инжењер. (* 1874).
- 23. јул — Варнава, патријарх српски

### Септембар
- 2. септембар — Пјер де Кубертен, 2. председник МОК
- 14. септембар — Томаш Масарик, чехословачки политичар
- 29. септембар — Реј Јури, амерички атлетичар
- 30. септембар — Михаил Џавахишвили, грузински и совјетски писац

### Октобар
- 19. октобар — Ернест Радерфорд, енглески физичар

### Децембар
- 3. децембар — Атила Јожеф, мађарски песник
- 20. децембар — Ерих Лудендорф, немачки фелдмаршал

## Нобелове награде
- Физика — Клинтон Џозеф Дејвисон и Сер Џорџ Паџет Томсон
- Хемија — Волтер Норман Хауорт и Паул Карер
- Медицина — Алберт Сент Ђерђи фон Нађраполт
- Књижевност — Роже Мартен ди Гар
- Мир — Роберт Сесил
- Економија — Награда у овој области почела је да се додељује 1969. године